# Boubacar Guèye (athlétisme)
Pour les articles homonymes, voir Babacar Gueye et Gueye.
Boubacar Guèye (né en 1962) est un athlète sénégalais, spécialiste du saut en hauteur.

## Biographie
Il remporte le titre du saut en hauteur lors des championnats d'Afrique 1988, à Annaba en Algérie, avec la marque de 2,16 m. Il obtient également l'argent en championnats d'Afrique 1982 et championnats d'Afrique 1984, et le bronze en championnats d'Afrique 1989. Il se classe deuxième des Jeux africains de 1991. 

### Palmarès
| Date | Compétition            | Lieu     | Résultat | Épreuve         | Performance |
| ---- | ---------------------- | -------- | -------- | --------------- | ----------- |
| 1982 | Championnats d'Afrique | Le Caire | 2e       | Saut en hauteur | 2,05 m      |
| 1984 | Championnats d'Afrique | Rabat    | 2e       | Saut en hauteur | 2,14 m      |
| 1988 | Championnats d'Afrique | Annaba   | 1er      | Saut en hauteur | 2,16 m      |
| 1989 | Championnats d'Afrique | Lagos    | 3e       | Saut en hauteur | 2,10 m      |
| 1991 | Jeux africains         | Le Caire | 2e       | Saut en hauteur | 2,16 m      |

### Records
| Épreuve         | Performance | Lieu | Date |
| --------------- | ----------- | ---- | ---- |
| Saut en hauteur |             |      |      |